# Tabanus neovestitus
Tabanus neovestitus är en tvåvingeart som beskrevs av Krober 1931. Tabanus neovestitus ingår i släktet Tabanus och familjen bromsar. Inga underarter finns listade i Catalogue of Life.